# Шауйя (язык)
Шауйя (также шауйа; англ. shawiya, фр. chaoui, самоназвание tachawit) — язык зенетской группы северноберберской ветви берберо-ливийской семьи, распространённый в северо-восточной части Алжира (на границе с Тунисом) — главным образом в горах Орес. Язык берберского народа шауйя (на языке шауйя — išawiyen). Выделяется несколько диалектов: диалекты Батны, Айн Бейды, Арриса и Хеншелы. Численность носителей — около 1,4 млн человек (1993).
Для шауйя используется в основном арабское письмо, всё шире также распространяется латинская графика и тифинаг.

## Вопросы классификации
Язык шауйа входит в зенетскую языковую группу. Наиболее близок языкам бассейна реки Шелифф (шенуа, френда-уарсенис и блида (бени салах)), вместе с которыми шауйа составляет северо-восточно-зенетскую подгруппу.
В классификации, опубликованной в справочнике языков мира Ethnologue, шауйя представляет отдельное языковое объединение в составе зенетской группы.
В классификации, представленной в работе С. А. Бурлак и С. А. Старостина «Сравнительно-историческое языкознание», шауйя вместе с языками матмата, менасыр, шенва (шенуа), бенисалах (блида) выделены в северноалжирскую подгруппу зенетских языков.
Британский лингвист Роджер Бленч включает язык шауйя в рифский кластер вместе с языками и диалектами тидикельт, туат, рифским, гхмара, тлемсен и языками и диалектами бассейна реки Шелифф (северо-восточно-зенетскими языками).

## Ареал и численность
Численность говорящих составляет около 1,4 млн человек (1993). По данным сайта Joshua Project, численность шауйя — 1 951 тыс. человек в Алжире.